# توني هودجكينسون
توني هودجكينسون (بالإنجليزية: Toni Hodgkinson) هي منافسة ألعاب القوى نيوزيلندية، ولدت في 12 ديسمبر 1971.

## وصلات خارجية
- توني هودجكينسون على موقع الاتحاد الدولي لألعاب القوى (الإنجليزية)
- توني هودجكينسون على موقع أوليمبيديا (الإنجليزية)
- توني هودجكينسون على موقع اتحاد ألعاب الكومنولث (مؤرشف) (الإنجليزية)